# Vilde Nilsen
Vilde Nilsen, née le 12 janvier 2001 à Tromsø, est une fondeuse et biathlète handisport norvégienne.

## Palmarès

### Jeux paralympiques d'hiver

#### Ski de fond
| Épreuve / Édition   | relais | sprint | 7,5 km | 15 km |
| ------------------- | ------ | ------ | ------ | ----- |
| JP 2018 Pyeongchang | 8e     | Argent | 5e     | —     |
| JP 2022 Pékin       | Argent |        | DNF    |       |

#### Biathlon
| Épreuve / Édition   | 6 km | 10 km | 12,5 km |
| ------------------- | ---- | ----- | ------- |
| JP 2018 Pyeongchang | 5e   | -     | -       |